# Diritti reali di garanzia
I diritti reali di garanzia nell'ordinamento giuridico italiano, sono un tipo di diritto reale su cosa altrui, con la funzione di vincolare un dato bene a garanzia di un dato credito.

## Descrizione generale

### Funzione
In genere, la garanzia del creditore è rappresentata dal patrimonio del debitore, ma questo è solo una garanzia generica del credito: al creditore non è data la certezza di potersi soddisfare, in caso di inadempimento, su un dato bene del debitore.

Una garanzia specifica (che dia al creditore la certezza di potersi soddisfare su un dato bene) è invece rappresentata dalla costituzione del pegno o dell'ipoteca.
Pegno e ipoteca sono garanzie reali parziarie. Tradizionalmente li si definisce come diritti reali di garanzia su cosa altrui: il bene resta di proprietà di chi, debitore o terzo, lo ha dato in pegno o in ipoteca, e può essere dal proprietario liberamente alienato. Ma il creditore acquista sul bene un duplice diritto:
- il diritto di procedere ad esecuzione forzata sul bene anche nei confronti del terzo acquirente (“diritto di sequela” del pegno o dell'ipoteca);
- il diritto di soddisfarsi sul prezzo ricavato dalla vendita forzata del bene con preferenza rispetto agli altri creditori del medesimo debitore (“diritto di prelazione”).

Sul creditore pignoratizio o ipotecario incombe un onere: non può sottoporre ad esecuzione forzata altri beni del debitore se non sottopone prima ad esecuzione i beni gravati da pegno o da ipoteca (art. 2911 c.c.).

### Il perimento del bene
La cosa oggetto di pegno o di ipoteca può perire o deteriorarsi, in modo da essere insufficiente alla sicurezza del creditore: questi può esigere che gli sia prestata altra garanzia o, in mancanza, può chiedere l'immediato pagamento del credito (art. 2743 c.c.).
Se l'oggetto della garanzia era assicurato, il diritto di pegno o di ipoteca sulle cose perite o deteriorate si converte in pegno sul credito dell'assicurato nei confronti dell'assicuratore. Analoga conversione in pegno sul credito opera nel caso di costituzione sulla cosa di servitù coattive o di comunione forzosa o in caso di esproprio per pubblica utilità.

## Tipologie
- il pegno;
- l'ipoteca;
- i privilegi.

## Il patto commissorio
Secondo il codice civile italiano è nullo il patto commissorio, ovvero il patto (autonomo o aggiunto ad un'altra garanzia tipica) con il quale creditore e debitore convengano che, in caso di mancato pagamento, la cosa data in pegno o in ipoteca passi in proprietà del creditore (art. 2744 del Codice civile), costituendo una forma di usura reale. Infatti la cosa data in pegno o sottoposta a ipoteca potrebbe avere un valore superiore all'ammontare del credito che garantisce. Di questo maggior valore il creditore non può profittare, a danno del debitore e degli altri creditori. Questo divieto non può essere eluso con la vendita a scopo di garanzia, perché è un contratto in frode alla legge.
L'art. 2744 impedisce una violazione della par condicio creditorum con una procedura celere che sfuggirebbe al controllo giudiziale sottraendo un bene al patrimonio del comune debitore sul quale rivalersi. Il divieto di patto commissorio rispetta inoltre il divieto di autotutela del privato (di "farsi giustizia da solo"), essendo la funzione esecutiva una prerogativa statale esclusiva.
Una pluriennale giurisprudenza della Corte di Cassazione lo considera come divieto di risultato ed espressione di un principio generale che sancisce la nullità di qualsiasi patto commissorio, sia esso accessorio o autonomo rispetto a diverso contratto (21 gennaio 2016, n. 1075, Cass. 12-1-2009 n. 437; Cass. 11-6-2007 n. 13621; Cass. 19-5-2004 n. 9466; Cass. 2, 20-7-1999 n. 7740).

### Fondamento del divieto di utilizzo
Varie tesi sono state proposte per giustificare il divieto del patto commissorio. Innanzitutto, ci si è riferiti all'interesse del debitore, che può essere pregiudicato sia dalla particolare coazione così esercitata dal creditore, sia dalla sproporzione tra valore del debito e valore del bene preteso dal creditore. A questa tesi si obietta che contrasterebbe con la sanzione della nullità, la quale risulterebbe eccessiva in un contesto in cui l'unico interesse da difendere è quello del debitore (a questo fine, si rileva, sarebbe sufficiente anche la mera annullabilità: così ANDRIOLI).
Si è anche sostenuto che la ragione del divieto si troverebbe nella necessità di evitare i pregiudizi che potrebbero derivare da un tale accordo agli altri creditori, non ugualmente garantiti ma, anzi, penalizzati dai riflessi di quella che diventerebbe, altrimenti, una causa di prelazione atipica. Tuttavia, sembra improprio parlare di nascita di una causa di prelazione atipica, quantomeno nei casi in cui il patto commissorio afferisca ad un pegno o ad una ipoteca, perché sono detti istituti a creare la prelazione, che infatti è tipica (CARNEVALI). Inoltre, la tutela dei creditori è in genere attuata con l'azione revocatoria, che porta all'inefficacia relativa dell'atto, mentre qui la legge ha optato per la più grave sanzione della nullità.
Così, proprio la presenza della nullità ha suggerito di ricercare la ragione del divieto del patto commissorio nella tutela di un interesse generale, superindividuale: si può in questo senso fare riferimento alla necessità di evitare che il patto commissorio diventi un patto di stile, andando a fondare un sistema di garanzie incapace di realizzare l'assoggettamento del patrimonio del debitore ai fini di garanzia generale considerati dalla legge all'articolo 2740 (BIANCA).
Si noti poi come la legge sanzioni il patto commissorio afferente ad una garanzia tipica (ipoteca o pegno) e ne rappresenti una vietata modalità di esecuzione. Si ritiene comunque che la sanzione riguardi anche il patto commissorio autonomo, il quale, pur non afferendo ad alcuna garanzia tipica, ha comunque la stessa funzione giuridica ed economica del modello espressamente vietato.

### Patto commissorio immediatamente traslativo
Visto che l'articolo 2744 vieta una figura di patto commissorio che è sospensivamente condizionata, nella sua efficacia, all'inadempimento del debitore, ci si chiede se ricada nel divieto anche l'alienazione in garanzia immediatamente efficace, ma risolutivamente condizionata al pagamento del debito (o, il che è lo stesso, accompagnata da un patto di retrovendita con effetti obbligatori). Parte della dottrina ritiene valida la vendita in garanzia immediatamente efficace (RUBINO; PUGLIESE), che, si inquadra, secondo questa prospettiva, nella vendita con patto di riscatto. Si sostiene questa tesi con vari argomenti: a differenza dei trasferimenti condizionati, si nota, il rischio del perimento del bene è qui gravante sul creditore (però, il rischio del perimento ha rilevanza economica ma non giuridica, dato che il credito cui afferisce il trasferimento del bene comunque permane).
Si è altresì notato che il passaggio di proprietà avviene in base al consenso delle parti e non in base ad un unilaterale potere di appropriazione del creditore insoddisfatto, come nel caso dell'articolo 2744: si può però obiettare che, in ogni caso, il consolidarsi della proprietà in capo al creditore dipende pur sempre dall'inadempimento del debitore. Per la dottrina maggioritaria, invece, non è rilevante elemento di differenziazione quello fornito dal momento in cui si verifica l'effetto traslativo (stipula del contratto o inadempimento) ed è possibile, stante l'identità di ratio, l'applicazione analogica del divieto ex articolo 2744 anche all'ipotesi di patto commissorio immediatamente traslativo.
Anche la Giurisprudenza, per lungo tempo, ha ammesso la validità della vendita immediatamente traslativa, risolutivamente condizionata all'inadempimento del debitore. Successivamente, la Suprema Corte a Sezioni Unite, ha mutato il proprio indirizzo (Cass. 1989/1611 e Cass. 2001/9900), affermando la nullità della vendita con patto di riscatto o di retrovendita in ogni caso in cui essa fosse piegata ad una ratio di garanzia, senza alcuna distinzione fondata sul criterio temporale. Si rileva, pertanto, che in ogni caso la finalità perseguita è quella di aggirare il divieto di patto commissorio, a prescindere dalla modalità di attuazione.

### Patto commissorio ed alienazione in garanzia. Patto commissorio obbligatorio
Proprio considerando ammissibile un'alienazione in garanzia immediatamente efficace e poi destinata a venire meno mediante l'adempimento dell'obbligazione così garantita, una dottrina (RUBINO; GRECO e COTTINO) ha sostenuto la validità della vendita a scopo di garanzia, strutturata come una vendita accompagnata da riscatto o patto di retrovendita (in forza della quale costruzione la cosa garantisce, col suo immediato trasferimento in proprietà del mutuante, la somma data a mutuo e la sua restituzione: il mutuatario potrà riacquistare la cosa pagandone il prezzo, cioè restituendo la somma mutuata). La liceità di questa figura viene sostenuta in base al suo inquadrarsi nella vendita con patto di riscatto, tipicamente ammessa dall'ordinamento, e la funzione di garanzia rappresenterebbe un motivo delle parti, strutturalmente compatibile con la causa della compravendita realizzata. Nel patto commissorio ad effetti obbligatori il debitore assume l'obbligo di trasferire la proprietà del bene al creditore in caso d'inadempimento: ma il fatto che l'effetto traslativo si verifichi dopo l'inadempimento grazie ad una nuova manifestazione di volontà del debitore non può impedire l'operatività del divieto di patto commissorio. Infatti, l'assenza di trasferimento automatico è supplita dall'ammissibilità di una esecuzione in forma specifica dell'obbligo di contrarre, e comunque il patto commissorio obbligatorio causa lo stesso danno di quello ad efficacia reale.

### Limiti del divietoexarticolo 2744 c.c.
Le alienazioni in garanzia sono comunque ammesse purché non ricadano nel divieto di legge. Così, è ammissibile il patto marciano, in cui il creditore diventa proprietario della cosa ricevuta in garanzia quando il debitore non adempie, ma c'è l'obbligo di far stimare la cosa da parte di un terzo successivamente all'inadempimento: conseguentemente, il creditore è tenuto a versare al debitore la differenza tra valore del bene stimato e credito inadempiuto. Non evita la nullità una stima preventiva all'inadempimento se inibisce la prova di una eventuale sperequazione sopravvenuta fra i valori dei beni e dei crediti, né è rilevante una equivalenza tra valore del bene e ammontare del credito del tutto casuale. È poi ammessa la consegna al creditore, dopo l'inadempimento, di una cosa del debitore in luogo del pagamento: si tratta di una comune datio in solutum, che comporta la facoltà, ma non il diritto, per il creditore, di ricevere la cosa (l'illiceità della situazione potrebbe però derivare dalla prova che la consegna sia avvenuta in esecuzione di precedente impegno assunto dal debitore, ricadendosi così nell'ipotesi di patto commissorio obbligatorio, comunque vietato).

### Disciplina della nullità
La nullità del patto commissorio è regolata dalle norme generali. Per alcuni (ANDRIOLI) andrebbe applicato l'articolo 1419 I comma e la nullità del patto commissorio si estenderebbe ai contratti cui accede. Per altri ciò comporterebbe, in ultima analisi, il travolgimento anche del contratto di mutuo cui il patto vietato afferisce (VALLILLO), quindi andrebbe applicato l'articolo 1419 II comma: il patto commissorio sarebbe nullo e andrebbe sostituito di diritto dalla norma imperativa per la quale la potestà di esecuzione ed il potere giurisdizionale spettano solo allo stato. Per altri, una volta dichiarata la nullità del patto commissorio per la sua capacità di derogare alle norme su pegno ed ipoteca, queste norme si applicherebbero direttamente, senza necessità di ricorrere all'articolo 1419 (CARNEVALI).

### Tutela giudiziaria
Attraverso l'articolo 1079 del codice civile è consentito ad un soggetto, attraverso l'esperimento di una azione giudiziale, il riconoscimento del suo diritto di servitù su un bene di cui non è proprietario. In realtà, secondo una prassi consolidata, questo genere di azione di rivendica è esperibile per la difesa di qualsiasi tipo di diritto reale, quindi, non soltanto per l'ipotesi della servitù. Da un punto di vista procedurale, l'azione si compie mediante l'introduzione di un giudizio, dinanzi al tribunale territorialmente competente.